# Kaub
Kaub (anciennement Caub) est une ville sur la droite du Rhin moyen dans le Land de Rhénanie-Palatinat en Allemagne près de la ville de Saint-Goarshausen et tout proche du célèbre rocher de la Lorelei. On y trouve le péage du château de Pfalzgrafenstein.
Au-dessus de la ville se trouve la ruine de la forteresse Gutenfels, construite en 1220 par Seigneurs de Falkenstein-Münzenberg.

## Histoire

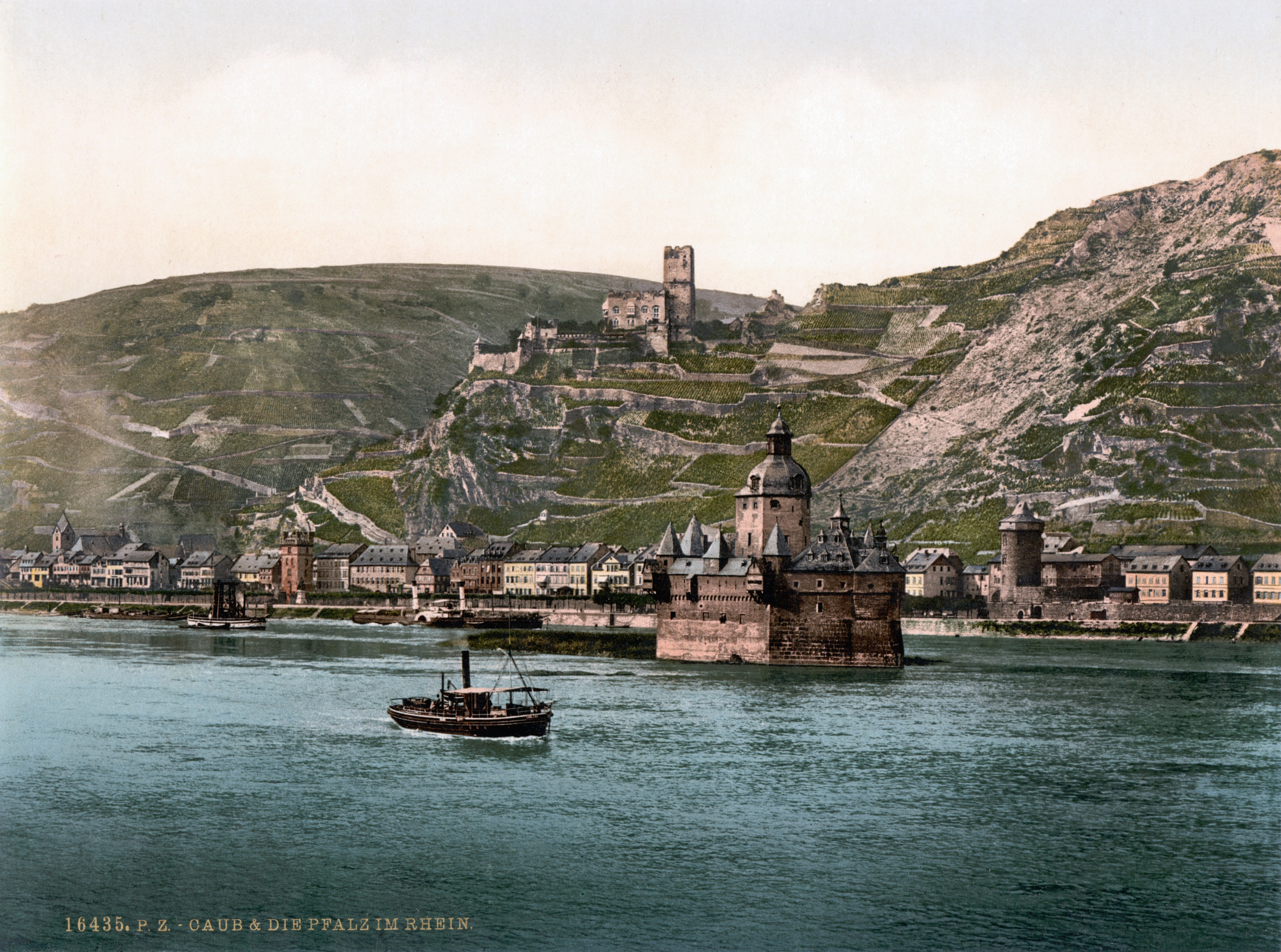
La ville de Kaub et le château de Gutenfels vers 1900

En 983, lors d’une Diète d'Empire, Otton II du Saint-Empire octroyait par la Donation de Vérone la ville de Kaub à l'archevêque de Mayence Willigis.
Dans la nuit du 31 décembre 1813, Gebhard Leberecht von Blücher (1742-1819), feld-maréchal prussien commandant l'armée silésienne, traversa le Rhin à Kaub avec ses troupes, marquant ainsi la fin de la domination napoléonienne sur l'Allemagne par cette victoire sur les troupes françaises.
L'État libre du Goulot avec Kaub exista en Allemagne au début de la République de Weimar, du 10 janvier 1919 au 25 février 1923. Le 25 juillet 1945, une discussion au sommet fixa le Rhin (seulement jusqu'à hauteur de Kaub) comme frontière entre les zones d'occupation françaises et américaines.
En 2002, l'UNESCO a inscrit les 65 km de la vallée du Haut-Rhin moyen sur la liste du patrimoine mondial. Kaub se trouve au centre de ce paysage.

## Vues de Kaub

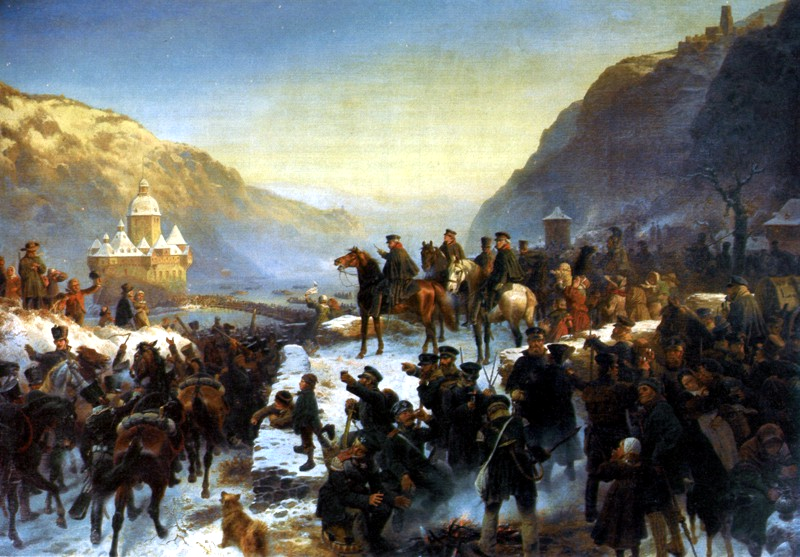
Blücher traversant le Rhin, tableau de Wilhelm Camphausen
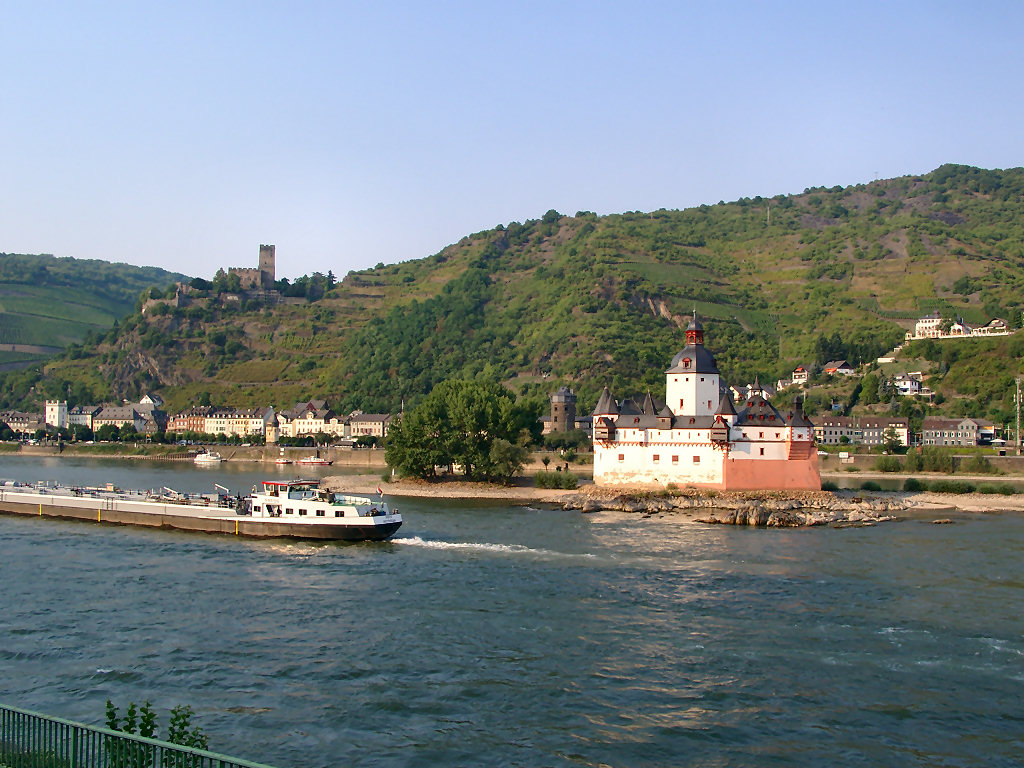
Château de Pfalzgrafenstein
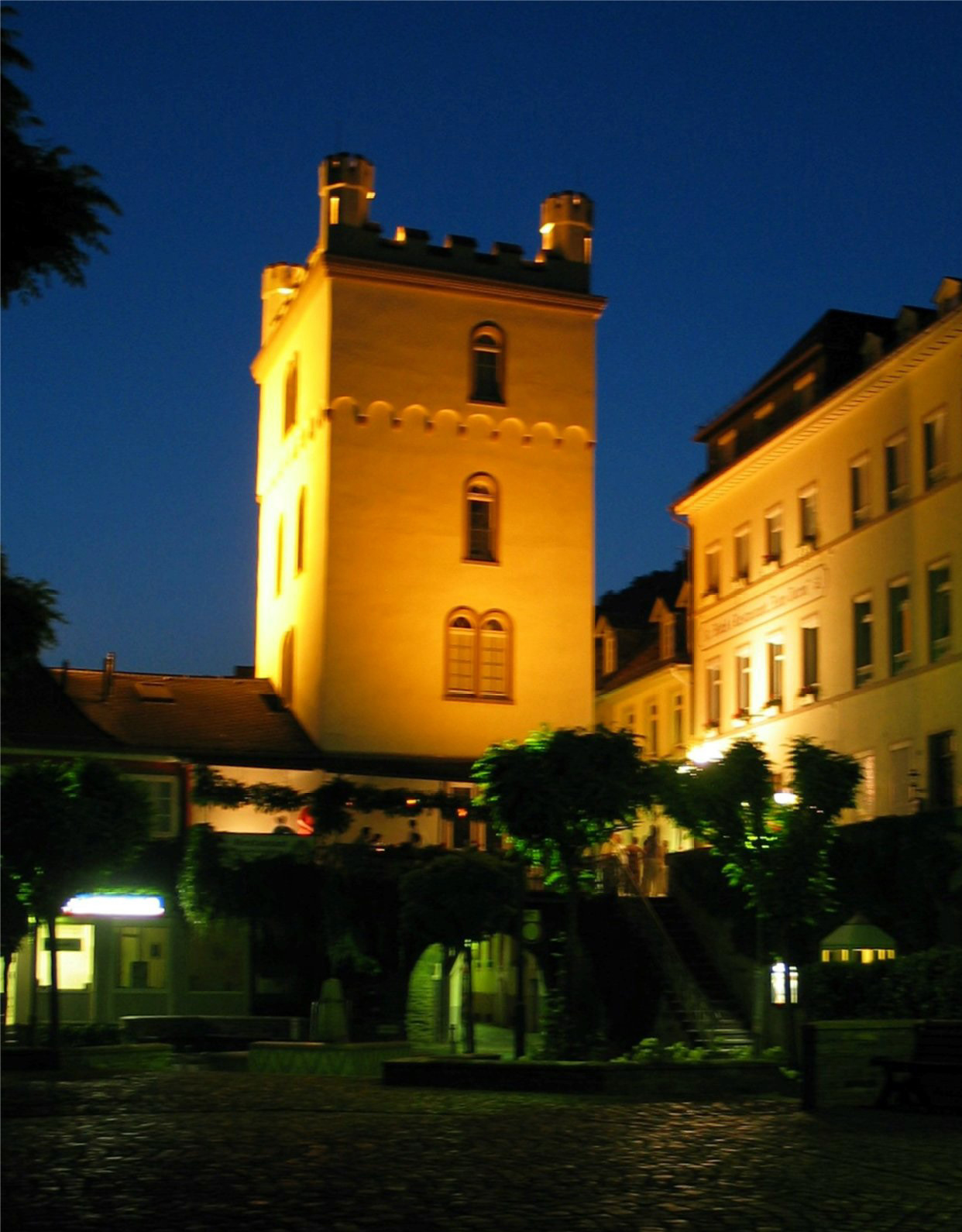
Hôtel "Zum Turm"
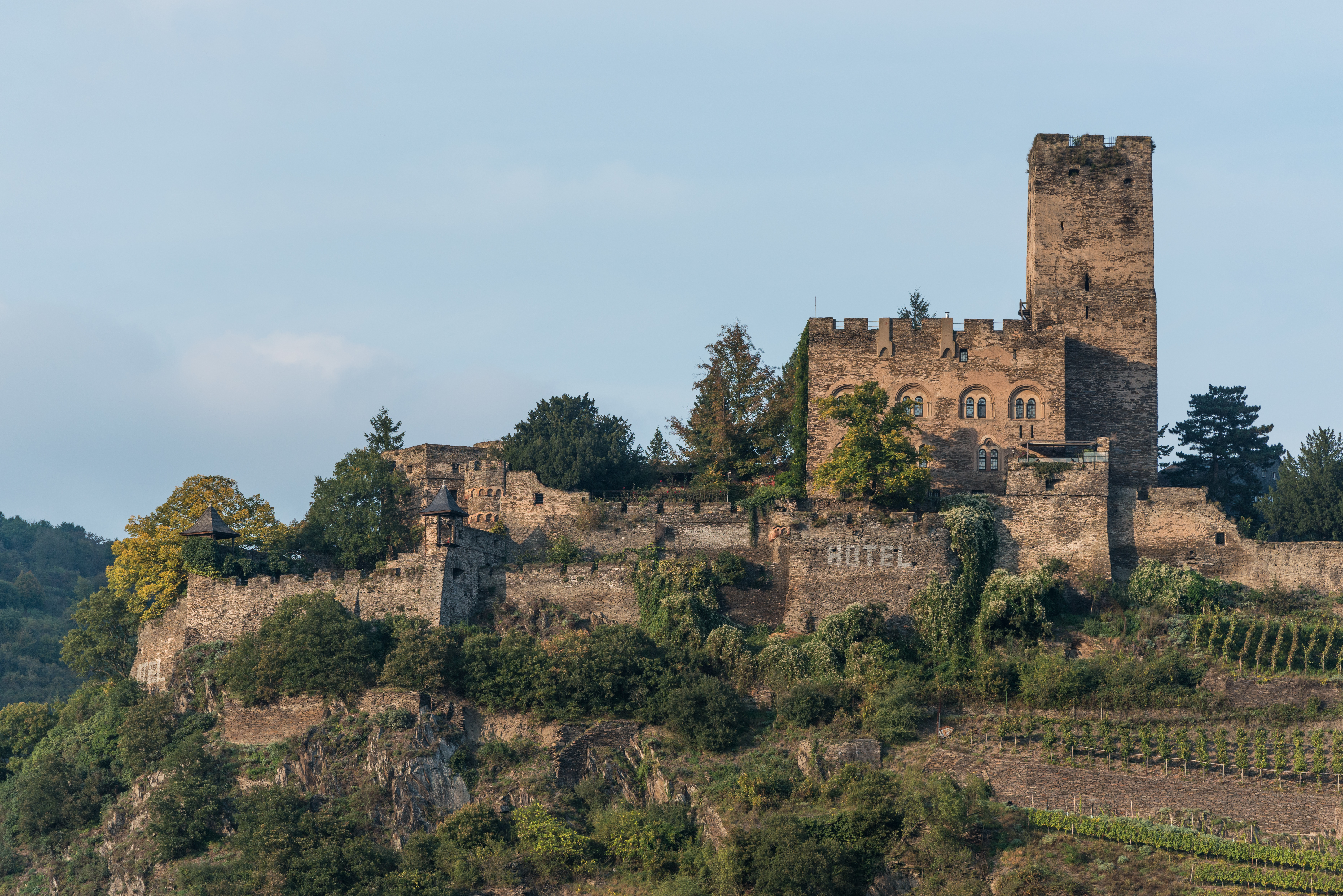
Château fort de Gutenfels au-dessus de Kaub
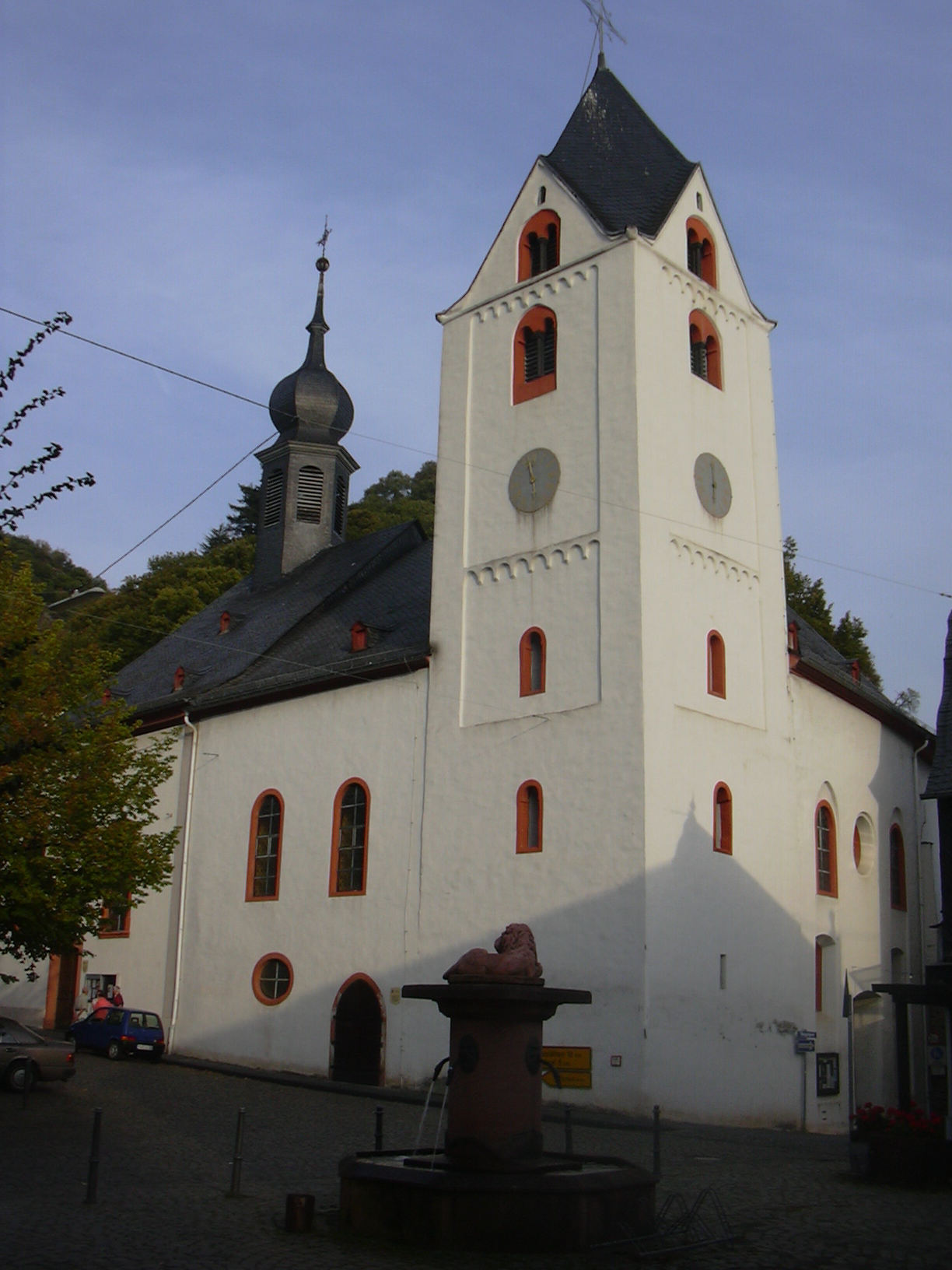
église Trinitatis
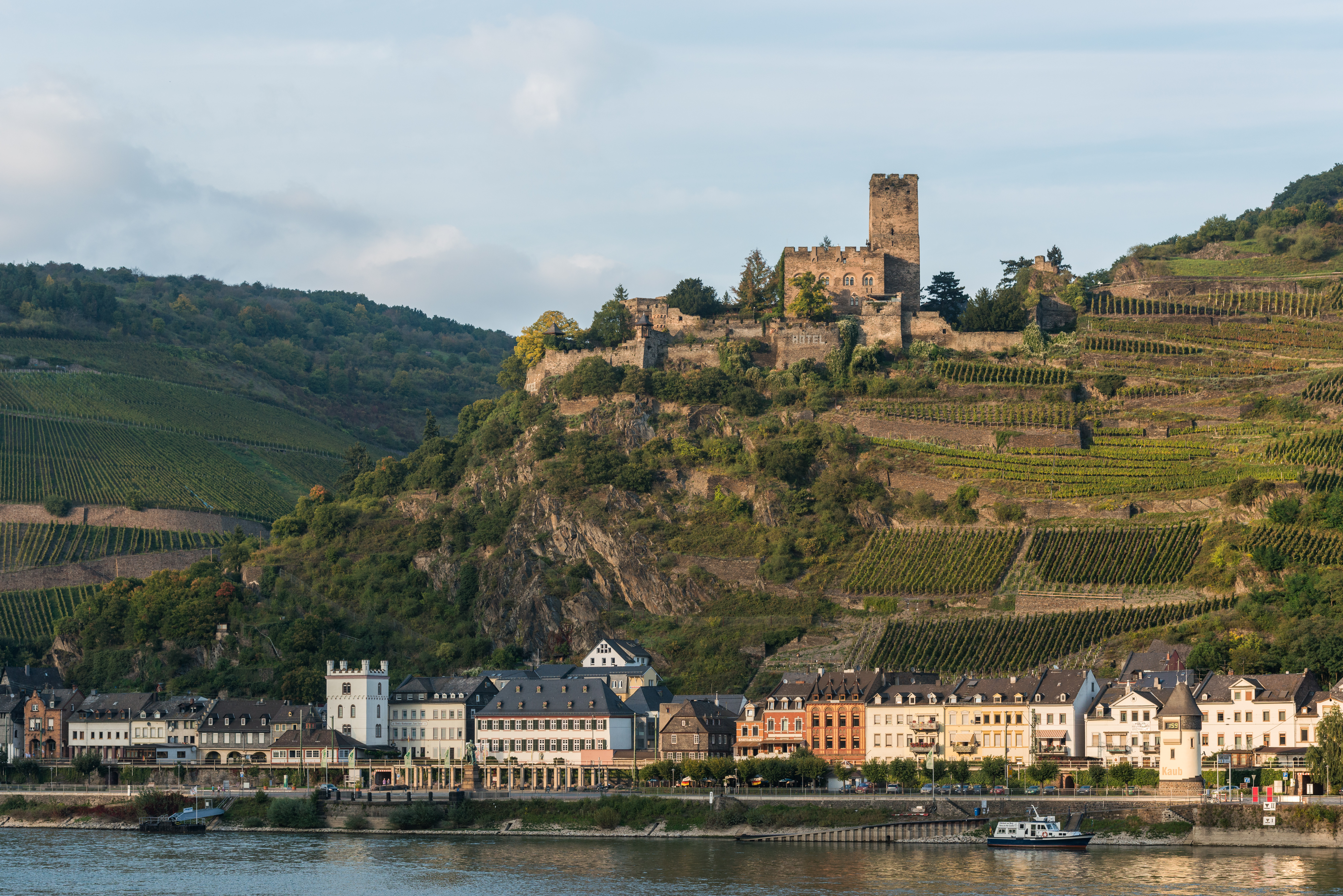
Kaub et Gutenfels. Octobre 2014.